# 賓燦昱
賓燦昱（韓語：빈찬욱，1996年11月10日—），韓國男演員。

## 影視作品

### 劇集
| 年份 | 播放平台     | 劇名                 | 角色           | 備註 |
| 2020 | TV朝鮮       | 《風雲碑》           | 李載冕         | 配角 |
| 2020 | JTBC         | 《回到18歲》         | 方基容         |      |
| 2021 | KBS2         | 《遠看是蔚藍的春天》 | 金正範         | 配角 |
| 2021 | TVING        | 《酒鬼都市女人們》   | 綜藝秀工作人員 |      |
| 2022 | KBS2         | 《由零開始愛上你》   | 吳宣秀         | 配角 |
| 2023 | tvN          | 《今生也請多指教》   | 燦赫           | 配角 |
| 2023 | KBS2         | 《婚禮大捷》         | 許塾見         | 配角 |
| 2025 | Coupang Play | 《新烏托邦》         | 郭結永         | 配角 |
| 2025 | U+Mobiletv   | 《拿著手術刀的獵人》 | 朴錫宇         | 配角 |

### 電影
| 年份 | 片名                  | 角色            | 性質 |
| 2021 | 《勝利號》            | 魯布隆號魚叉手2 |      |
| 2023 | 《Dream：夢想代表隊》 | 記者            | 配角 |
| 2023 | 《惡獸之戰》          | 金志煥          | 配角 |
| 2024 | 《找死凶宅》          | 姜勇俊          | 配角 |

### 音樂劇
| 年份 | 劇目             | 角色   | 備註  |
| 2018 | 《新興武官學校》 | 合唱團 | [ 9 ] |
| 2019 | 《仁顯王后》     | 合唱團 |       |

### 話劇
| 年份 | 劇目               |
| 2018 | 《繡上星星的女人》 |

## 外部連結
- 官方网站
- 賓燦昱的Instagram帳戶
- 賓燦昱在NAVER上的资料
- 賓燦昱在Daum上的资料
- 賓燦昱在韩国电影数据库（KMDb）上的資料（韓語）
- 賓燦昱在互联网电影资料库（IMDb）上的資料（英文）
- 賓燦昱在HanCinema的頁面（英文）